# Аппер-Мейкфілд Тауншип (округ Бакс, Пенсільванія)
Аппер-Мейкфілд Тауншип (англ. Upper Makefield Township) — селище (англ. township) в США, в окрузі Бакс штату Пенсільванія. Населення — 8857 осіб (2020).

### Клімат
| Клімат : Аппер-Мейкфілд Тауншип | Клімат : Аппер-Мейкфілд Тауншип | Клімат : Аппер-Мейкфілд Тауншип | Клімат : Аппер-Мейкфілд Тауншип | Клімат : Аппер-Мейкфілд Тауншип | Клімат : Аппер-Мейкфілд Тауншип | Клімат : Аппер-Мейкфілд Тауншип | Клімат : Аппер-Мейкфілд Тауншип | Клімат : Аппер-Мейкфілд Тауншип | Клімат : Аппер-Мейкфілд Тауншип | Клімат : Аппер-Мейкфілд Тауншип | Клімат : Аппер-Мейкфілд Тауншип | Клімат : Аппер-Мейкфілд Тауншип | Клімат : Аппер-Мейкфілд Тауншип |
| Показник                        | Січ.                            | Лют.                            | Бер.                            | Квіт.                           | Трав.                           | Черв.                           | Лип.                            | Серп.                           | Вер.                            | Жовт.                           | Лист.                           | Груд.                           | Рік                             |
| Середній максимум, °C           | 4,3                             | 6,1                             | 10,7                            | 17,3                            | 22,8                            | 27,8                            | 30,2                            | 29,2                            | 25,4                            | 19,1                            | 12,9                            | 6,7                             | 17,8                            |
| Середня температура, °C         | −0,3                            | 1,2                             | 5,3                             | 11,2                            | 16,6                            | 21,8                            | 24,4                            | 23,5                            | 19,5                            | 13,0                            | 7,7                             | 2,2                             | 12,2                            |
| Середній мінімум, °C            | −4,9                            | −3,8                            | −0,1                            | 5,2                             | 10,3                            | 15,8                            | 18,6                            | 17,8                            | 13,6                            | 6,9                             | 2,4                             | −2,3                            | 6,7                             |
| Норма опадів, мм                | 89                              | 70                              | 105                             | 102                             | 109                             | 112                             | 132                             | 107                             | 112                             | 99                              | 93                              | 104                             | 1234                            |
| Вологість повітря, %            | 65.6                            | 62.2                            | 58.0                            | 57.4                            | 61.9                            | 66.1                            | 66.2                            | 68.8                            | 69.8                            | 69.0                            | 67.4                            | 67.3                            | 65.0                            |
| ------------------------------- | ------------------------------- | ------------------------------- | ------------------------------- | ------------------------------- | ------------------------------- | ------------------------------- | ------------------------------- | ------------------------------- | ------------------------------- | ------------------------------- | ------------------------------- | ------------------------------- | ------------------------------- |
| Джерело: PRISM Climate Group    |                                 |                                 |                                 |                                 |                                 |                                 |                                 |                                 |                                 |                                 |                                 |                                 |                                 |

## Демографія
Згідно з переписом 2010 року, у селищі мешкало 8190 осіб у 2965 домогосподарствах у складі 2483 родин. Було 3100 помешкань
Расовий склад населення:
| - 94,7 % — білих - 2,5 % — азіатів - 1,1 % — чорних або афроамериканців - 0,2 % — корінних американців |

До двох чи більше рас належало 1,0 %. Частка іспаномовних становила 2,3 % від усіх жителів.
За віковим діапазоном населення розподілялося таким чином: 24,3 % — особи молодші 18 років, 59,5 % — особи у віці 18—64 років, 16,2 % — особи у віці 65 років та старші. Медіана віку мешканця становила 48,1 року. На 100 осіб жіночої статі у селищі припадало 97,2 чоловіків;  на 100 жінок у віці від 18 років та старших — 97,5 чоловіків також старших 18 років.
Середній дохід на одне домашнє господарство  становив 220 497 доларів США (медіана — 174 271), а середній дохід на одну сім'ю — 226 141 долар (медіана — 177 140). За межею бідності перебувало 6,7 % осіб, у тому числі 7,9 % дітей у віці до 18 років та 1,1 % осіб у віці 65 років та старших.
Цивільне працевлаштоване населення становило 3887 осіб. Основні галузі зайнятості: науковці, спеціалісти, менеджери — 23,9 %, освіта, охорона здоров'я та соціальна допомога — 20,7 %, фінанси, страхування та нерухомість — 12,7 %, виробництво — 8,9 %.